# Albert Filoche
Pour les articles homonymes, voir Filoche (homonymie).
Albert Filoche, né le 25 mars 1883  à Grazay et mort pour la France le 13 août 1918 à Condé-sur-Marne, est un brancardier français de la Première Guerre mondiale.
Boucher, il effectue son service militaire de 1905 à 1907 au 130e régiment d'infanterie. Brancardier au 124e régiment d'infanterie, il tient des carnets dans lesquels il écrit des poèmes et des contes. Il y parle de la guerre, mais il aborde aussi bien d'autres questions. Esprit ouvert et attentif, il lit, observe, réfléchit. Tout l'intéresse : la politique, les questions internationales, les problèmes économiques, le bourrage de crâne, le quotidien des gens dans les régions traversées, la nature.
Il meurt le 13 août 1918 à l'ambulance 5/4 des suites d'une intoxication par gaz au Mont-sans-Nom.

## Distinctions
- Croix de guerre 1914–1918

## Publication
- Jocelyne et Michel Dloussky, Moissons rouges : Albert Filoche brancardier au 124e R.I., 1915-1918. Lettres, poèmes, contes et carnets d'Albert Filoche, Éditions de l'Oribus, Laval, 2004.